# Difenilcetena
Difenilcetena é um composto químico orgânico da família das cetenas.  Difenilcetena, como a maioria da cetenas sunbstituídas é um óleo vermelho ou laranja a temperatura e pressão ambiente. 
A reação mais importante do difenil ceteno é a [2 + 2] cicloadição nas ligações múltiplas C-C, C-N, C-O e C-S.

## Química e reatividade
Difenilcetena pode sofrer ataque nucleofílico de um receptor de nucleófilos, incluindo álcoois, aminas, e enolatos com taxas razoavelmente lentas. Estas taxas podem ser aumentadas na presença de vários catalisadores. No presente o mecanismo do ataque é desconhecido, mas vários trabalhos procuram determinar o mecanismo exato.

## Informações espectroscópicas
1H NMR - Prótons Ar somente (deslocamentos delta entre 7 e 8 ppm, mostrando 1 duplas e dois trios.
UV/vis - Lambda máximo a 267 nm.
IR - absorção característica de cetena a 2100 cm−1